# 巴拉圭华人
巴拉圭华人（ 西班牙语：Chinos en Paraguay），是指出生在巴拉圭的海外华裔，或者以巴拉圭为自己的居住国的海外华人。

## 历史
第一批华人移民在19世纪中叶抵达巴拉圭，主要来自广东省及英屬香港，人數較少，他們多數已融入巴拉圭社會。
1957年，巴拉圭與中華民國建交，而中華民國政府亦鼓勵國民到巴拉圭投資，故有很多台灣商人選擇到東方市做生意。早自1970年代起（尤其是1980年代末及1990年代初），隨巴拉圭「邊境轉口貿易」逐漸盛行，僑民即駐紮東方市，多半從事貨物轉口貿易業，他们从台灣、日本、韩国等国进口各种商品并转销至巴西、阿根廷等国家。在1990年至1995年「鼎盛時期」，持有中華民國護照的華僑在東方市人數曾一度高達12,000人、巴拉圭境內持有中華民國護照的國民估計亦至少有二萬人。 
現今，東方市有大小商家約5千家，其中30%為華人所有，超過華人所占人口比例甚多。華人以經營一般家用電器、玩具、雜貨或餐館為主，小型商店因經競爭激烈流動性較高。至於金融方面，台資的中國信託商業銀行繼亞松森市後，於2001年間在東方市增設分行，惟因近年來巴拉圭經濟持續不景氣，其經營作風趨於保守，至2005年1月底，已結束位於巴拉圭境內的所有業務。
20世纪80年代以来，随着中华人民共和国改革开放政策的措施，亦有一些中国大陆人前往巴拉圭开办企业，他們多與中國國際貿易促進委員會聯繫緊密。

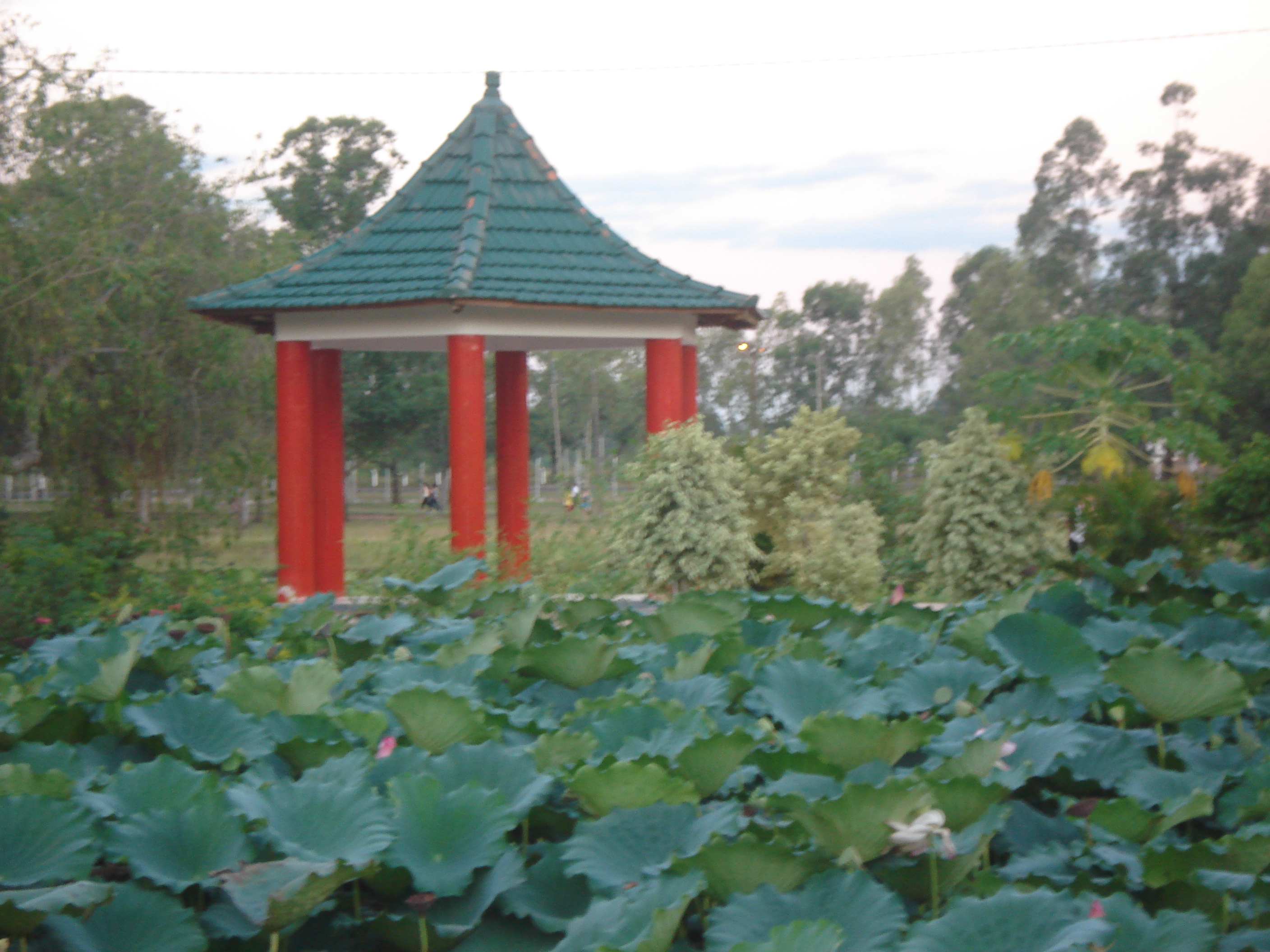
巴拉圭紐瓜蘇公園內的中式涼亭

在东方市等城市，巴拉圭華人定期舉辦手工艺品交易会和展示中国书法的研讨会，並向巴拉圭當地居民提供中餐烹飪教學。